# فهرست کالاهای تولیدی کودکان کار یا کار اجباری
فهرست کالاهای تولیدی کودکان کار یا کار اجباری (انگلیسی: List of Goods Produced by Child Labor or Forced Labor) یکی از بولتن‌های سالانه‌ای است که توسط دفتر امور بین‌المللی کار دولت ایالات متحده آمریکا در وزارت کار آمریکا منتشر می‌شود. این بولتن که توسط وزارت کار ایالات متحده آمریکا تهیه می‌شود، ششمین گزارش خود را در ماه دسامبر سال ۲۰۱۴ منتشر کرد. سازمان عدالت برای قربانیان قاچاق انسان در ژانویه ۲۰۱۵ مفاد آنرا تأیید کرده‌است. این بولتن مشتمل بر اسامی ۱۳۶ قلم کالاهایی است، که توسط نیروی کار کودکان در ۷۴ کشور تولید می‌شود، می‌باشد. بر طبق مفاد بولتن اقلام کشاورزی، جنگل‌داری و ماهیگیری بخش‌های اصلی این فهرست هستند و کار در صنایع و معادن مکمل آن می‌باشند.

## پیشینه
دفتر امور بین‌المللی کار (ILAB) که در سال ۱۹۷۴ در ایالات متحده آمریکا بنیان نهاده شد از سال ۲۰۰۹ گزارش‌های متعددی را در موضوع کار، کودکان کار، کار اجباری و کار اجباری کودکان در سراسر جهان منتشر کرده‌است. از جمله این دفتر سالانه بولتنی را منتشر می‌کند که در آن اسامی کالاهایی که توسط نیروی کار کودکان تولید می‌شود، آورده شده‌است. در اولین شماره بولتن در سال ۲۰۰۹ فهرست ۱۲۲ کالا از ۵۸ کشور منتشر گردید. در بولتن سال ۲۰۱۴ فهرست شامل ۱۳۶ قلم کالا بود که توسط نیروی کار کودکان ۷۴ کشور تولید شده بود. در فهرست کالاها نامی از شرکت‌ها و کارخانجات که از نیروی کار کودکان استفاده می‌کنند، برده نمی‌شود. فهرست مذکور بر اساس منابع قابل دسترسی عمومی تهیه شده‌است. بیشترین رشته‌ای که در آن استفاده از نیروی کار کودکان عادی است، صنعت تولید پنبه می‌باشد سپس کشاورزی و تولید آجر و معادن طلا می‌باشد.

## کشورهایی که در بکارگیری کودکان کار در صدر قرار دارند
کشورهایی که بهره‌گیری از کار کودکان در سال ۲۰۱۴ بیش از همه متداول بود عبارتند از: هند که در ابتدای جدول است که ۲۵ قلم کالا در آن کشور توسط کودکان کار تولید می‌شود، و سپس کشورهای برزیل (۱۶قلم کالا)، بنگلادش (۱۵ قلم کالا)، برمه (۱۴ قلم کالا)، فیلیپین (۱۳ قلم کالا) و چین (۱۲ نوع کالا) قرار دارند.

## هدف انتشار فهرست
هدف از انتشار سالیانه این فهرست، بالا بردن هوشیاری عمومی در سطح ملی و بین‌المللی در بکارگیری نیروی کار کودکان است؛ و نیز پشتیبانی از کوشش‌های دولتی و ملی در از بین بردن استثمار کودکان است.